# NGC 7283
NGC 7283 (другие обозначения — PGC 68946, MCG 3-57-12, ZWG 452.17, NPM1G +17.0698) — спиральная галактика (Sb) в созвездии Пегас.
Этот объект входит в число перечисленных в оригинальной редакции «Нового общего каталога».